# Grote of Sint-Nicolaaskerk (Elburg)
De Grote of Sint-Nicolaaskerk is de belangrijkste kerk in de Nederlandse stad Elburg. Het gebouw bevindt zich in de noordoostelijke hoek van de historische binnenstad.

## Geschiedenis
De kerk werd in 1396 gesticht, toen het stadje landinwaarts werd verplaatst, en werd omstreeks 1450 voltooid. Schutspatroon is Sint-Nicolaas, de beschermheilige van de zeelieden en de vissers. Het is een driebeukige pseudobasiliek met gemetselde kruisribgewelven. Sinds omstreeks 1580 is de kerk in protestantse handen. Van voor de Reformatie dateren het eikenhouten koorhek en twee koorbanken.
In 1693 werd de torenspits door bliksem getroffen, waarna deze tot aan het metselwerk afbrandde. De spits werd daarna niet hersteld, maar de toren werd met een plat dak bedekt, wat nog steeds het geval is. In 1797 besloot men de fresco's in de kerk met witte kalk te bedekken. Deze fresco's kwamen tijdens de restauratie tussen 1971 en 1975 weer tevoorschijn.
Het orgel van de kerk werd in 1825 gebouwd door Georg Heinrich Quellhorst. Sinds 1974 is er bovendien een koororgel.
De kerk is in gebruik bij de Hervormde Gemeente Elburg.

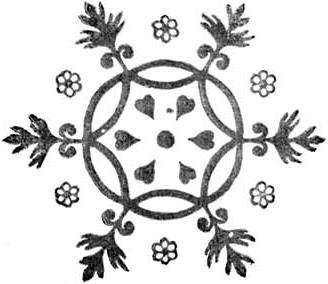
Fresco op een van de gewelven.
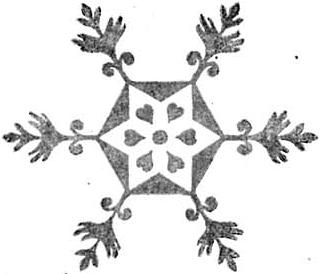
Fresco op een van de gewelven.
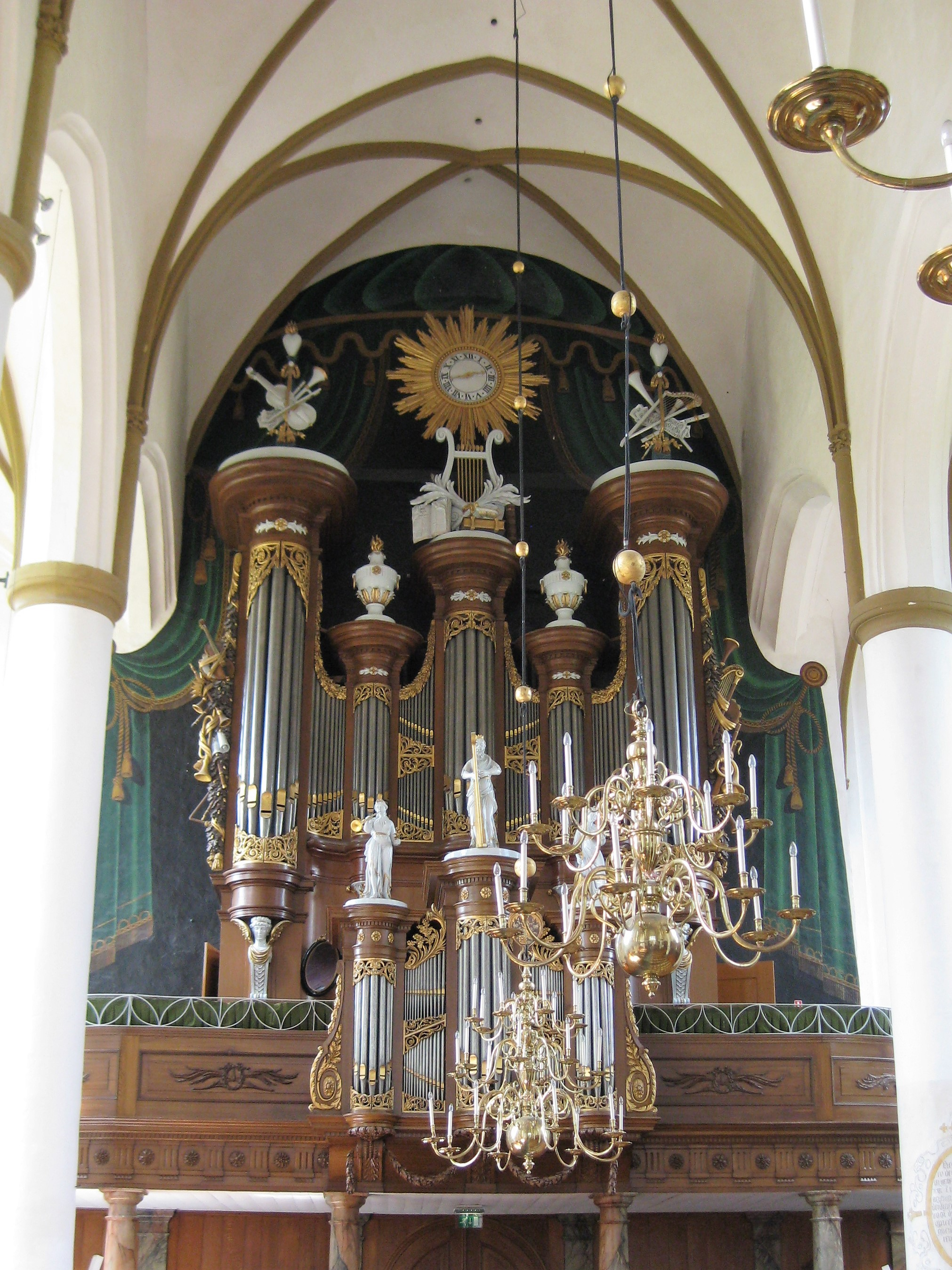
Het orgel
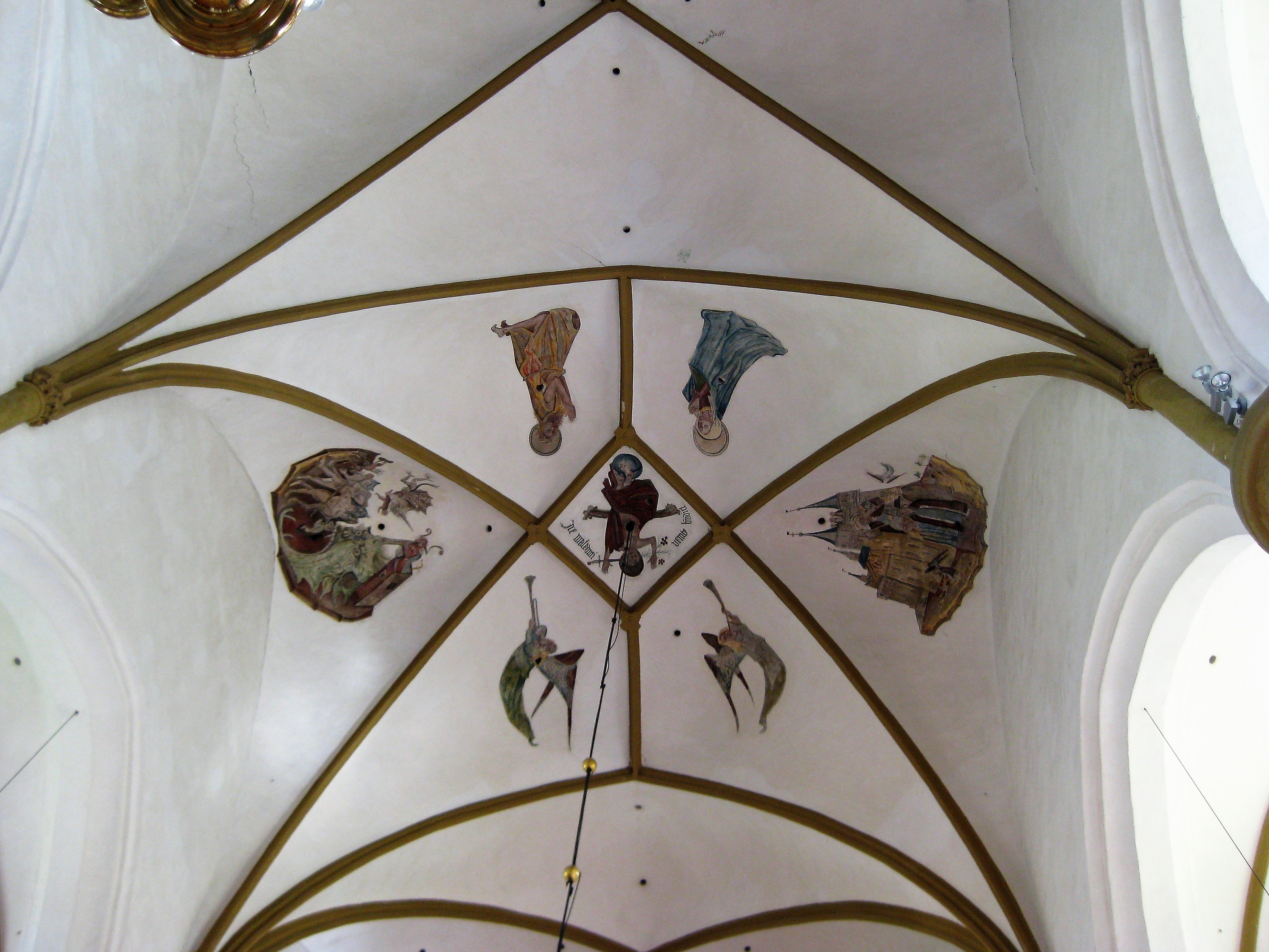
Plafondversiering